# Linearisierter Tangentialkegel
Ein linearisierter Tangentialkegel ist ein Begriff aus der nichtlinearen Optimierung. Er stellt eine Vereinfachung eines Tangentialkegels dar und wird meist verwendet, um Optimalitätskriterien oder Regularitätsbedingungen wie die Abadie CQ herzuleiten. Der linearisierte Tangentialkegel ist stets eine Obermenge des Tangentialkegels.

## Definition
Gegeben sei eine nichtleere Menge {\displaystyle X\subset \mathbb {R} ^{n}}, welche durch die {\displaystyle k} Ungleichungen {\displaystyle g_{i}(x)\leq 0} und die {\displaystyle l} Gleichungen {\displaystyle h_{j}(x)=0} beschrieben wird. Dann heißt für einen Punkt {\displaystyle x\in X} die Menge
{\displaystyle {\mathcal {T}}_{\text{lin}}(x)=\{d\in \mathbb {R} ^{n}\,|\,\nabla h_{j}(x)^{T}d=0,\nabla g_{i}(x)^{T}d\leq 0{\text{ falls }}g_{i}(x)=0\}}
der linearisierte Tangentialkegel im Punkt {\displaystyle x}.

## Beispiel
Betrachtet man als Beispiel die implizite Funktion {\displaystyle h(x_{1},x_{2})=x_{1}^{2}+x_{2}^{2}-1=0} den Einheitskreis, so ist
{\displaystyle \nabla h(x)^{T}=(2x_{1},2x_{2})}
Am Punkt {\displaystyle (1,0)} ist also der linearisierte Tangentialkegel
{\displaystyle {\mathcal {T}}_{\text{lin}}(1,0)=\{0\}\times \mathbb {R} }.
Hätte man die Funktion als Ungleichung und nicht als Gleichung definiert, so wäre
{\displaystyle {\mathcal {T}}_{\text{lin}}(1,0)=(-\infty ,0]\times \mathbb {R} }.